# Carolina Dreams
| Recensione              | Giudizio        |
| ----------------------- | --------------- |
| AllMusic                | [ 1 ]           |
| Sputnikmusic            | 4.1 (Excellent) |
| Dizionario del Pop-Rock | [ 3 ]           |
| 24.000 dischi           | [ 4 ]           |

Carolina Dreams è il sesto album della The Marshall Tucker Band, pubblicato dalla Capricorn Records nel 1977.

## Tracce
Lato A
1. Fly Like an Eagle – 3:02 (Toy Caldwell)
2. Heard It in a Love Song – 4:54 (Toy Caldwell)
3. I Should Have Never Started Lovin' You – 7:07 (George McCorkle, Tommy Caldwell, Doug Gray)
4. Life in a Song – 3:32 (George McCorkle, Jerry Eubanks)

Durata totale: 18:35
Lato B
1. Desert Skies – 6:20 (Toy Caldwell)
2. Never Trust a Stranger – 5:24 (Tommy Caldwell)
3. Tell It to the Devil – 6:43 (Toy Caldwell)

Durata totale: 18:27
Edizione CD del 2004, pubblicato dalla Shout! Factory Records (DK 37526)
1. Fly Like an Eagle – 3:03 (Toy Caldwell)
2. Heard It in a Love Song – 4:57 (Toy Caldwell)
3. I Should Have Never Started Lovin' You – 7:10 (George McCorkle, Tommy Caldwell, Doug Gray)
4. Life in a Song – 3:35 (George McCorkle, Jerry Eubanks)
5. Desert Skies – 6:23 (Toy Caldwell)
6. Never Trust a Stranger – 5:28 (Tommy Caldwell)
7. Tell It to the Devil – 6:50 (Toy Caldwell)
8. Silverado (Live) – 4:28 (George McCorkle)

Durata totale: 41:54
- Brano bonus Silverado, registrato dal vivo nel 1981 al Winter Garden Theatre di Dallas (Texas).

## Musicisti
- Toy Caldwell - chitarra solista, chitarra acustica, chitarra steel
- Tommy Caldwell - basso, tamburello, armonie vocali
- Doug Gray - voce solista, armonie vocali
- George McCorkle - chitarra elettrica, chitarra a dodici corde, chitarra acustica
- Jerry Eubanks - sassofoni, flauto, armonie vocali
- Paul Riddle - batteria

Ospiti
- Paul Hornsby - pianoforte, organo
- Charlie Daniels - fiddle, armonie vocali (brano: Desert Skies)
- Chuck Leavell - pianoforte (brano: Life in a Song)
- Jaimoe - congas
- Leo LaBranche - tromba, arrangiamenti sezione strumenti a fiato (brani: Life in a Song e I Should Have Never Started Lovin' You)
- Dezso Lakatos - sassofono tenore (parte sezione strumenti a fiato)